# Curtiss YA-10 Shrike
El Curtiss YA-10 Shrike (Model 59B) fue una versión estadounidense de desarrollo y pruebas, de los años 30, del avión de ataque a tierra A-8 Shrike, usando varios motores radiales en lugar del V en línea.

## Desarrollo
El YA-10 Shrike era el primer YA-8, pero equipado con un motor radial Pratt & Whitney R-1690-9 (R-1690D). La conversión se llevó a cabo en septiembre de 1932, se encontró que las prestaciones del avión no habían disminuido con el cambio de motor, y que la maniobrabilidad a baja cota había mejorado gracias al menor momento de inercia del corto motor radial. El USAAC prefería los motores radiales a los lineales para la misión de ataque a tierra, debido a la vulnerabilidad al fuego antiaéreo de los sistemas de refrigeración de los últimos. La Armada estadounidense también prefería los radiales para las operaciones embarcadas. Tras la finalización de las pruebas, el Ejército cambió una orden de 46 aviones A-8B por una versión de producción del YA-10, el A-12 Shrike.
La Armada estadounidense ordenó otro YA-10 para realizar pruebas, bajo la designación XS2C-1. Su BuNo era el 9377. Fue entregado a la Armada en 1933, y se realizaron algunas pruebas, pero no se recibieron más pedidos.

## Historia operacional
Tras finalizar las pruebas, el YA-10 fue asignado al 3rd Attack Group para entrar en servicio operacional. Más tarde en 1934, fue asignado a la Command and General Staff School. El YA-10 fue desguazado a principios de 1939.
El XS2C-1 fue el primer avión militar biplaza de la Armada. Ya que no estaba equipado para operar desde portaaviones, solo se produjo un prototipo.

## Variantes
YA-10 (Model 59B)
Prototipo del Cuerpo Aéreo del Ejército de los Estados Unidos (matrícula 32-344).
XS2C-1 (Model 69)
Un prototipo de la Armada estadounidense con un motor Wright R-1510-28 Whirlwind de 466 kW (625 hp), entregado en diciembre de 1932.

## Operadores
Estados Unidos
- Cuerpo Aéreo del Ejército de los Estados Unidos
- Armada de los Estados Unidos

## Especificaciones (XA-10)

### Características generales
- Tripulación: Dos (piloto y observador/artillero trasero)
- Longitud: 9,9 m (32,5 ft)
- Envergadura: 13,5 m (44,3 ft)
- Altura: 2,8 m (9 ft)
- Superficie alar: 23,78 m²[2]
- Peso vacío: 1690,54 kg[2]
- Peso cargado: 2512,9 kg[2]
- Peso máximo al despegue: 2783 kg (6133,7 lb)
- Planta motriz: 1× motor radial de 9 cilindros en una fila refrigerado por aire Pratt & Whitney R-1690-9 (R-1690D) "Hornet".
  - Potencia: 470 kW (648 HP; 639 CV)

### Rendimiento
- Velocidad nunca excedida (Vne): 280 km/h (174 MPH; 151 kt)
- Velocidad crucero (Vc): 238 km/h (148 MPH; 129 kt)
- Velocidad de entrada en pérdida (Vs): 107,8 km/h (67 MPH; 58 kt) [2]
- Techo de vuelo: 4570 m (14 993 ft)

### Armamento
- Ametralladoras: 

  - 4x Browning M1919 de 7,62 mm de tiro frontal
  - 1 de 7,62 mm montada en la cabina del observador para la defensa trasera
- Bombas: 

  - Hasta 4 de 55 kg montadas en soportes subalares
  - 10 de 13,61 kg llevadas internamente[2]

## Aeronaves relacionadas

### Desarrollos relacionados
- Curtiss A-8

### Aeronaves similares
- Hawker Osprey

### Secuencias de designación
- Secuencia Numérica (interna de Curtiss): ←  56 - 57 - 58 - 59A/59B - 60 - 61 - 62 -- 66 - 67 - 68 - 69 - 70 - 71 - 72 →
- Secuencia A-_ (Aviones de Ataque del USAAS/USAAC/USAAF, 1924-1947): ← A-7 - A-8 - A-9 - A-10 - A-11 - A-12 - A-13 →
- Secuencia S_C (Exploradores (Scout) de la Armada estadounidense, 1922-1946 (Curtiss, 1922-1962)): CS - S2C - S3C - S4C - SC